# Sint ut sunt aut non sint
Sint ut sunt aut non sint è una locuzione latina che si può tradurre "siano come sono o non siano". È attribuita a papa Clemente XIII cui erano stati proposti cambiamenti alle Costituzioni della Compagnia di Gesù, al fine di evitarne l'espulsione dal Regno di Francia.
L'espressione al giorno d'oggi è ripresa in contesti diversi per significare "non c'è nulla da cambiare: il solo cambiamento immaginabile è la scomparsa".

## Origine storica
In seguito allo scandalo Lavalette, il parlamento di Parigi esamina le Costituzioni della Compagnia di Gesù e dichiara, nell'agosto 1762, che la Compagnia di Gesù "danneggia l'ordine civile, distrugge la religione e la moralità, e corrompe la gioventù". Luigi XV, più favorevole ai gesuiti, tergiversa. Alcuni consiglieri ecclesiastici gli suggeriscono, per salvare i gesuiti dalla messa al bando in Francia, di proporre alcune modificazioni delle loro Costituzioni in senso gallicano. Viene ipotizzato, in particolare, che dipendano da un vicario generale residente in Francia, sottraendoli così all'autorità del preposito generale (con sede a Roma).
Allorché un emissario di Versailles avanzò questa proposta, Clemente XIII gli rispose «sint ut sunt, aut non sint».

## Altre attribuzioni
Furono proposte altre attribuzioni. Secondo Von Pastor queste parole da Benedetto XIV. L'ipotesi è poco probabile, perché Benedetto XIV era celebre per il suo spirito conciliante.
Altri attribuiscono la frase al Superiore generale Lorenzo Ricci, in un colloquio con Clemente XIV. Questo è ancora meno probabile, dato che notoriamente Clemente XIV, volendo dimostrare la sua ostilità ai gesuiti, una volta eletto si rifiutò di incontrare il loro superiore.

## Uso nella letteratura
Marguerite Yourcenar, nel suo discorso di ammissione all'Academie francaise nel 1981, rileva che «questa espressione era un segnale di comportamento anticonformista».
Victor Hugo scrisse a Auguste Vacquerie il 14 marzo 1867 «direi delle mie opere sint ut sunt aut non sint».